# المعتقلون الأويغور في غوانتانامو
منذ عام 2002 اعتقلت حكومة الولايات المتحدة اثنين وعشرين أويغوري في معسكرات الاعتقال في معتقل غوانتانامو في كوبا. وكان آخر ثلاث معتقليم أويغور هم: يوسف عباس وحجي أكبر عبد الغفور وسعد الله خليق، حيث ظلوا محتجزين في غوانتانامو حتى 29 ديسمبر 2013، ثم تم نقلهم إلى سلوفاكيا.
الأويغور هم مجموعة عرقية من آسيا الوسطى ومقاطعة سنجان في غرب الصين أو ما يُطلق عليه تركستان الشرقية.
في يونيو 2009 أعلنت حكومة بالاو أنها سوف تمنح اللجوء المؤقت لبعض المعتقلين الأويغور في غوانتانامو، أرسلت حكومة بالاو وفد إلى غوانتانامو لمقابلة من تبقى من المعتقلين الأويغور؛ لكن بعض المعتقلين الأويغور رفض مقابلة الوفد. وفي النهاية عرضت حكومة بالاو اللجوء على 12 من أصل 13 من المعتقلين الأويغور. حيث رفضت حكومة بالاو منح اللجوء إلى واحد من الأويغور لأنه يعاني من اضطراب عقلي ناجم عن الاحتجاز مدة طويلة. وفي 31 أكتوبر 2009 تم نقل أدهم ماميت، وأحمد طورسون، وعبد الغفار عبد الرحمن، وأنور حسن، وداود عبد الرحيم، وعادل نوري إلى بالاو. وفي 11 يونيو 2009 تم نقل ثلاثة معتقلين من الأويغور إلى برمودا هم: عبد الله عبد القادر أخون، وحذيفة بارهات، وإمام عبد الله.
ناقش العدد الثاني من مجلة «تركستان الإسلامية» التابعة للحزب الإسلامي التركستاني أوضاع المعتقلين الأويغور في غوانتانامو من أعضاء الحزب.

## القائمة
| رقم الاعتقال | الاسم                    | تاريخ الاعتقال | تاريخ إطلاق السراح | ملاحظات |
| ------------ | ------------------------ | -------------- | ------------------ | --- |
| 102          | أدهم ماميت               | 2002-01-20     | 2009-10-31         | حصل على اللجوء إلى باولا في أكتوبر 2009. قيل أنه شارك في معركة قلعة جانغي.                                                                          |
| 103          | أركين محمود              | 2002-06-18     | 2010-02-04         | نُقل إلى سويسرا في فبراير 2010. قالت المحكمة أنه ليس له علاقة بالقاعدة أو طالبان أو أي جماعة جهادية.                                                 |
| 201          | أحمد طورسون              | 2002-01-21     | 2009-10-31         | حصل على اللجوء إلى باولا في أكتوبر 2009. |
| 219          | عبد الرزاق               | 2002-06-08     | 2012-04-18         | حصل على اللجوء إلى السلفادور في أبريل 2012. وقيل أنه تدرب في معسكرات القاعدة في جلال آباد. كان عضوًا في الحزب الإسلامي التركستاني ورفيقًا لحسن محسوم. |
| 250          | أنور حسن                 | 2002-02-07     | 2009-10-31         | حصل على اللجوء إلى باولا في أكتوبر 2009. |
| 260          | أحمد عادل                | 2002-02-09     | 2006-05-05         | نقل إلى ألبانيا في 5 مايو 2006. |
| 275          | يوسف عباس                | 2002-06-08     | 12-30-2013         | نقل إلى سلوفاكيا في 31 ديسمبر 2013. قيل أنه أصيب خلال الحرب على أفغانستان فيتورا بورا.                                                              |
| 276          | أخضر قاسم باسيت          | 2002-06-10     | 2006-05-05         | نقل إلى ألبانيا في 5 مايو 2006. |
| 277          | بهتيار مهنوت             | 2002-06-10     | 2010-02-04         | نُقل إلى سويسرا في فبراير 2010. مكث فترة في معسكر تدريب تابع لمقاتلي الحزب الإسلامي التركستاني.                                                      |
| 278          | عبد الجليل ماميت         | 2002-06-10     | 2009-06-11         | نقل إلى برمودا. |
| 279          | حاج محمد أيوب            | 2002-06-10     | 2006-05-05         | نقل إلى ألبانيا في 5 مايو 2006. |
| 280          | سعد الله خليق            | 12-30-2013     |                    | نقل إلى سلوفاكيا في 31 ديسمبر 2013. |
| 281          | عبد الغفار عبد الرحمن    | 2002-06-10     | 2009-10-31         | حصل على اللجوء إلى باولا في أكتوبر 2009. |
| 282          | حجي أكبر عبد الغفور      |                | 12-30-2013         | نقل إلى سلوفاكيا في 31 ديسمبر 2013. |
| 283          | أبو بكر قاسم             | 2002-06-10     | 2006-05-05         | نقل إلى ألبانيا في 5 مايو 2006. |
| 285          | عبد الله عبد القادر أخون | 2002-06-12     | 2009-06-11         | نقل إلى برمودا. وكان مقربًا من حسن محسوم. |
| 289          | داود عبد الرحيم          | 2002-06-12     | 2009-10-31         | حصل على اللجوء إلى باولا في أكتوبر 2009. |
| 293          | عادل عبد الحكيم          | 2002-06-10     | 2006-05-05         | نقل إلى ألبانيا في 5 مايو 2006. |
| 295          | إمام عبد اللهات          | 2002-06-14     | 2009-06-11         | نقل إلى برمودا. |
| 320          | حذيفة برهات              | 2002-05-03     | 2009-06-11         | نقل إلى برمودا. |
| 328          | حامد ماميت               | 2002-05-03     | 2012-04-18         | حصل على اللجوء إلى السلفادور في أبريل 2012. تدرب في معسكر تابع للحزب الإسلامي التركستاني. ويقال أنه عضو تنظيم القاعدة.                              |
| 584          | عادل نوري                | 2002-05-05     | 2009-10-31         | حصل على اللجوء إلى باولا في أكتوبر 2009. |